# Kajkavski književni jezik
Kajkavski književni jezik (ISO 639-3: kjv; kajkavština, kajkavica) standardizirani je oblik kajkavskog narječja, jednoga od triju narječja hrvatskoga jezika, uz čakavsko i štokavsko na čijim osnovama su također kodificirani hrvatski književni jezici. Kajkavski književni jezik prepoznat je kao povijesni književni jezik te je 12. siječnja 2015. godine od međunarodne organizacije za standardizaciju (ISO) dobio navedeni status za razdoblje od 16. do 19. stoljeća kao i neka djela iz 20. stoljeća, te mu je dodijeljen i kȏd kjv.

## Kajkavska književnost
Od polovice 16. stoljeća do preporoda, na kajkavskom književnom jeziku, latiničkim slovopisom oblikovanim po mađarskom uzoru (na primjer cs za /č/, cz za /c/, dy, gy za /ž/, ly za /lj/, ny za /nj/), napisana su mnoga djela:
- pravna (Ivanuš Pergošić: Decretum, Nedelišće, 1574.), kroničarska (Antun Vramec)
- vjerska (Nikola Krajačević, Juraj Ratkaj Velikotaborski, Juraj Habdelić, Ivan Belostenec, Juraj Mulih)
- pjesnička (Ana Katarina Frankopan-Zrinska) i dramska (Tituš Brezovački).

Prvu kajkavsku gramatiku (na njemačkome) napisao je Ignacij Szent-Mártony (Einleitung zur kroatischen Sprachlehre für Deutsche, Varaždin, 1783.), a na njemačkom su i gramatike Franza Korniga (Kroatische Sprachlehre oder Anweisung für Deutsche die kroatische Sprache in kurzer Zeit gründlich zu erlernen, 1795.), Josipa Matijevića (Horvatzka Grammatika oder kroatische Sprachlehre, 1810.) i Ignaca Kristijanovića (Grammatik der Kroatischen Mundart, 1837.), dok je gramatika Josipa Đurkovečkog dvojezična (Jezičnica horvatzko-slavinzka - Kroatisch-slavische Sprachlehre, Pešta, 1837.). Kristijanović je pokušao i Bibliju prevesti na kajkavsko narječje.
Najvažniji su stariji rječnici kajkavskoga Dictionar ili reči slovenske Jurja Habdelića (Graz, 1670.), Gazophylacium illyrico-latinum Ivana Belostenca (objavljen postumno u Zagrebu 1740.) i Lexicon Latinum Franje Sušnika i Andrije Jambrešića (Zagreb, 1742.).
Među književnicima koji su pisali na kajkavskom književnom jeziku nakon 1836. ističu se Pavao Štoos, Tomaš Mikloušić i Ignac Kristijanović. Početkom 20. stoljeća dolazi do druge faze kajkavskoga književnoga jezika, čiji su glavni predstavnici književnici Antun Gustav Matoš, Fran Galović, Dragutin Domjanić, Miroslav Krleža te Ivan Goran Kovačić. Suprotivno u javnosti uvriježenom mišljenju oni nisu pisali na kajkavskim dijalektima, nego upravo na kajkavskom književnom jeziku, dok je pjesnik Nikola Pavić razvio izrazito jaki stil na međimurskom dijalektu kajkavskoga jezika.

## Rječnik hrvatskoga kajkavskoga književnog jezika
Zamisao o izradbi Rječnika hrvatskoga kajkavskoga književnog jezika kao zasebnoga djela datira u Akademiji još od tridesetih godina prošloga stoljeća, jer u velikom Akademijinu rječniku u izboru građe za stvaranje leksikografskoga korpusa hrvatskoga jezika, pored štokavskih i čakavskih pisanih izvora, nisu bili obuhvaćeni i kajkavski. Zanemarivanje kajkavskoga narječja trajno se osjećalo kao velik propust u ARj. Zato je Leksikografski odbor Akademije na sjednici 2. travnja 1936. godine odlučio da "Akademija izda Rječnik kajkavskoga dijalekta kao zasebno djelo". Međutim, s pripremnim se radovima za izradbu rječnika započelo tek mnogo kasnije, 1963. godine, na inicijativu M. Krleže i A. Augustinčića. Izrada rječnika je pod vodstvom Instituta za hrvatski jezik i jezikoslovlja, a voditeljica projekta izrade rječnika je Željka Brlobaš.
Rječnik su u potpunosti osmislili i započeli s prikupljanjem građe i ispisom tadašnji znanstveni suradnici Instituta za jezik (V. Barac-Grum, Z. Reizer, A. Šojat i V. Zečević) pod vodstvom akademika Božidara Finke.
Godine 1984. izlazi 1. svezak Rječnika, a zadnji je 14. svezak (razboren – seļanec) tiskan 2017. g. Svaki se svezak sastoji od 50 a. a., tj. 240 stranica; tri sveska čine jednu knjigu.
Za stvaranje korpusa Rječnika izabrano je više od 400 kajkavskih izvora (više od 300 objavljenih, 38 rukopisnih djela i 43 izvora iz kajkavske književnosti 20. stoljeća). Među izvorima se nalaze svi poznati kajkavski rječnici: Habdelićev, Belostenčev, Sušnik-Jambrešićev, Patačićev i Radices latinae linguae, aneksni rječnici u gramatikama i gramatike hrvatskoga kajkavskoga književnog jezika, potom razni povijesno-pravni dokumenti, nabožno-duhovni, etičko-didaktički, popularno-znanstveni tekstovi, tekstovi određenih struka (medicina/veterina, matematika/aritmetika) te publicistička i literarna djela sve do Balada Miroslava Krleže.

## Suvremeno oživljavanje kajkavskog književnog jezika
2018. godine Kajkavsko spravišče je izdalo prijevod francuskog romana Malog princa, koji je napisan na suvremenoj kajkavštini, ali taj jezik poštuje i hrvatsku kajkavsku književnu tradiciju.

## Primjeri o kajkavskom narječju
| » | Došlo na me pismo, Vu gizdavi Prelog, Preločkomu sodcu, Kaj moram iti, Junake loviti, V Čakovec dognati. (Međimurska narodna pjesma, 18. st.) | « |
|   | |   |

| » | Ivek je bil mali, Služit so ga dali. Gda je malo zrasel, Dimo smo ga zvali. – Hodi Ivek, dimo, Bomo te ženili. Majka ti zebrala Cigansku devojku. Ivek z pleči skreče, Kaj ciganko neče. – Hodi Ivek, dimo! Bomo te ženili. Majka ti zebrala medjimursko deklo. Ivek se nasmeje. Medjimursko – oče. (Međimurska narodna pjesma) | « |
|   | |   |

## Vanjske poveznice
|  | Wječnik ima rječničku natuknicu Kategorija:Kajkavština |

- Aleksandar Belić: Kajkavski dijalekt Narodna enciklopedija srpsko-hrvatsko-slovenačka, Zagreb, [1926]-1929.
- Kajkavsko spravišče  Arhivirana inačica izvorne stranice od 26. siječnja 2018. (Wayback Machine)
- Predstavljeno Sveto pismo Novog zavjeta na kajkavskom jeziku
- Čuveno djelo prevedeno na kajkavski: KAKO JE POZNATO DJELO POSTALO MALI KRALEVIČ
- Kajkavski Novi zavjet na svjetlu dana  Arhivirana inačica izvorne stranice od 27. ožujka 2020. (Wayback Machine)